# أوكسانا سكالدينا
أوكسانا فالنتينيفنا سكالدينا (الأوكرانية: Оксана Валентиновна Скалдина ؛ الروسية: Оксана Валентиновна Скалдина) هو لاعبة جمباز غني فردي أوكرانية سابقة مدرب جمباز إيقاعي، هي صاحبة الميدالية البرونزية الأولمبية لعام 1992 وبطلة العالم عام 1991.

## روابط خارجية
- أوكسانا سكالدينا في الاتحاد الدولي للجمباز

- Oksana Skaldina at r-gymnastics.com (بالروسية)
- أوكسانا سكالدينا في اللجنة الأولمبية الدولية